# 小行星2466
小行星2466（2466 Golson）是一颗绕太阳运转的小行星，为主小行星带小行星。该小行星于1959年9月7日发现。
該小行星以基特峰國家天文台的職員約翰·C·高爾森（John C. Golson）命名。

## 轨道参数
小行星2466的轨道半长轴为2.6379173 UA，离心率为0.165。